# Nemzetközi Kézilabda-szövetség
A Nemzetközi Kézilabda-szövetség (International Handball Federation; IHF) a kézilabda sportág legfőbb nemzetközi szervezete. Az 1946. július 11-én alapított szervezet székhelye Svájcban, Bázelben található. A szövetségnek 2015 novemberében 204 tagországa volt.
Az IHF elnöke jelenleg az egyiptomi Dr. Hassan Mustafa.
Ez a szervezet írja ki a kétévenként megrendezésre kerülő férfi- és női kézilabda-világbajnokságot.

## Az IHF kontinensszervezetei
- AHF – Asian Handball Federation (Ázsia)
- CAHB – Confédération Africaine de Handball (Afrika)
- EHF – European Handball Federation (Európa)
- OHF – Oceania Handball Federation (Óceánia)
- PATHF – Pan-American Team Handball Federation (Észak- és Dél-Amerika)